# Lijst van rijksmonumenten in Menaldum
De plaats Menaldum telt 23 inschrijvingen in het rijksmonumentenregister. 
| Object | Oorspronkelijke functie?  | Bouwjaar                                                             | Architect                                          | Locatie                                           | Coördinaten?                  | Nr.?  | Afbeelding |
| --- | ------------------------- | -------------------------------------------------------------------- | -------------------------------------------------- | ------------------------------------------------- | ----------------------------- | ----- | --- |
| Ansta State | Boerderij                 | 18e of vroege 19e eeuw                                               |                                                    | Bitgumerdyk 16                                    | 53° 13' 25" NB, 5° 40' 17" OL | 28553 | Ansta State |
| Grietenijhuis | Overheidsgebouw           | 1843                                                                 | Th.A. Romein                                       | Dyksterbuorren 33                                 | 53° 13' 5" NB, 5° 39' 41" OL  | 28554 | Meer afbeeldingen |
| Laag woonhuis met voorste deel met omlijste ingang en geblokte kroonlijst onder laag schilddak met hoekschoorstenen waarop borden en waarschijnlijk jongere dakkapel | Woonhuis                  |                                                                      |                                                    | Dyksterbuorren 10                                 | 53° 13' 2" NB, 5° 39' 39" OL  | 28555 | Laag woonhuis met voorste deel met omlijste ingang en geblokte kroonlijst onder laag schilddak met hoekschoorstenen waarop borden en waarschijnlijk jongere dakkapel |
| Ald Earmhûs | Sociale zorg, liefdadigh. | 1832                                                                 |                                                    | Grêftswal 14-20                                   | 53° 12' 52" NB, 5° 39' 47" OL | 28556 | Ald Earmhûs |
| Great Fjellingwirt (It Fjouwerhûs) | Boerderij                 | 1771 (deel) 1773 (voorhuis) 18e eeuw (schuur)                        |                                                    | Fjouwerhûs 4                                      | 53° 13' 44" NB, 5° 40' 50" OL | 28557 | Meer afbeeldingen |
| Hofje met hoofdgebouw onder zadeldak evenwijdig aan de straat tussen twee topgevels (vormt een geheel met nr. 37)                                                    | Sociale zorg, liefdadigh. |                                                                      |                                                    | Greatebuorren 33                                  | 53° 13' 17" NB, 5° 39' 35" OL | 28558 | Hofje met hoofdgebouw onder zadeldak evenwijdig aan de straat tussen twee topgevels (vormt een geheel met nr. 37)                                                    |
| Hofje met hoofdgebouw onder zadeldak evenwijdig aan de straat tussen twee topgevels (vormt een geheel met nr. 33)                                                    | Sociale zorg, liefdadigh. |                                                                      |                                                    | Greatebuorren 37                                  | 53° 13' 17" NB, 5° 39' 35" OL | 28559 | Hofje met hoofdgebouw onder zadeldak evenwijdig aan de straat tussen twee topgevels (vormt een geheel met nr. 33)                                                    |
| Twee woningen onder dwars zadeldak tussen topgevels | Woonhuis                  |                                                                      |                                                    | Lytsebuorren 51                                   | 53° 13' 3" NB, 5° 39' 51" OL  | 28560 | Twee woningen onder dwars zadeldak tussen topgevels |
| Huis Menaldum | Woonhuis                  |                                                                      |                                                    | Lytsebuorren 57                                   | 53° 13' 3" NB, 5° 39' 51" OL  | 28561 | Huis Menaldum |
| Stelpboerderij met aan de schuur verbonden dwars voorhuis met omlijste ingang en omgaande geblokte kroonlijst onder schilddak met schoorsteen waarop bord            | Boerderij                 | ca. 1850 (schuur jonger)                                             |                                                    | Lytsedyk 2                                        | 53° 13' 3" NB, 5° 39' 43" OL  | 28562 | Meer afbeeldingen |
| Eenvoudig pand met geblokte kroonlijst onder schilddak met hoekschoorstenen waarop borden                                                                            | Werk-woonhuis             |                                                                      |                                                    | Lytsedyk 4                                        | 53° 13' 4" NB, 5° 39' 44" OL  | 28563 | Eenvoudig pand met geblokte kroonlijst onder schilddak met hoekschoorstenen waarop borden                                                                            |
| Eenvoudig pand met zesruitsvensters onder dwars zadeldak tussen topgevels                                                                                            | Woonhuis                  |                                                                      |                                                    | Lytsedyk 6                                        | 53° 13' 4" NB, 5° 39' 45" OL  | 28564 | Eenvoudig pand met zesruitsvensters onder dwars zadeldak tussen topgevels                                                                                            |
| Woonhuis met zesruitsvensters en geblokte kroonlijst onder laag schilddak met dakkapel en hoekschoorstenen met borden                                                | Woonhuis                  |                                                                      |                                                    | Lytsedyk 24                                       | 53° 13' 2" NB, 5° 39' 49" OL  | 28565 | Woonhuis met zesruitsvensters en geblokte kroonlijst onder laag schilddak met dakkapel en hoekschoorstenen met borden                                                |
| De Weme (voorm. pastorie) | Kerkelijke dienstwoning   | 1838                                                                 |                                                    | Mieddyk 3                                         | 53° 12' 60" NB, 5° 39' 52" OL | 28566 | Weme De Weme(voorm. pastorie) |
| Boerderij met ingebouwd onderkelderd dwars woonhuis met hoge toegangstrap, omgaande geblokte kroonlijst en dakkapel boven de ingang                                  | Boerderij                 |                                                                      |                                                    | Ryksstrjitwei 15                                  | 53° 12' 7" NB, 5° 39' 52" OL  | 28567 | Meer afbeeldingen |
| Kop-hals-rompboerderij met voorhuis met zesruitsvensters en stichtingssteen tussen twee topgevels waarop schoorstenen met borden                                     | Boerderij                 | mog. 18e eeuw (voorhuis)                                             |                                                    | Rypsterdyk 21                                     | 53° 12' 40" NB, 5° 39' 24" OL | 28568 | Meer afbeeldingen |
| Kerk van Menaldum (Hervormde kerk) | Kerk en kerkonderdeel     | 1855 (koor) 1874 (schip) 1866 (toren)                                | M. en J.P. Boonstra (1855, 1874) J.I. Douma (1866) | Skilpaed 2                                        | 53° 12' 58" NB, 5° 39' 42" OL | 28569 | Meer afbeeldingen |
| De Rentmeester | Industrie- en poldermolen | 1833 1981 (restauratie en plaatsing op huidige locatie) 1995 (rest.) |                                                    | bij Mieddyk 41                                    | 53° 12' 32" NB, 5° 40' 37" OL | 28611 | Meer afbeeldingen |
| Terp | Archeologisch monument    | begin jaartelling                                                    |                                                    | bij kombord Rypsterdyk                            | 53° 12' 37" NB, 5° 39' 28" OL | 45663 | Upload foto |
| Terp | Archeologisch monument    | begin jaartelling                                                    |                                                    | bij Skilpaed 2                                    | 53° 12' 59" NB, 5° 39' 44" OL | 45664 | Upload foto |
| Terp | Archeologisch monument    | 2e-3e eeuw                                                           |                                                    | ten oosten van de Earnseker                       | 53° 12' 58" NB, 5° 40' 20" OL | 45665 | Upload foto |
| Terp | Archeologisch monument    | begin jaartelling                                                    |                                                    | ten zuiden van het begin van de Slappeterpsterdyk | 53° 12' 59" NB, 5° 38' 52" OL | 45666 | Upload foto |
| Terp | Archeologisch monument    | begin jaartelling                                                    |                                                    | Ljochtmisdyk                                      | 53° 12' 46" NB, 5° 38' 43" OL | 45667 | Upload foto |